# サンパウロ仙台七夕祭り
サンパウロ仙台七夕祭り（サンパウロせんだいたなばたまつり）は、ブラジル連邦共和国サンパウロ州サンパウロ市中心部にあるリベルダーデ地区（旧・日本人街）において開催されている七夕祭り。
ブラジルで七夕まつりは Tanabata Matsuri、または、七夕を「星の祭」と解釈して Festival das Estrelas と呼ばれているため、当祭を指してそのように言う場合もある。

## 概要
例年7月に開催しており、日系ブラジル人社会の枠を超えてサンパウロ市のイベントカレンダーに載るほど大規模になっている。
広場や歩行者天国になった通りには出店が並び、仙台市の七夕飾り制作業者から技術指導を受けたくす玉付きの大きな吹流しが多数飾り付けられる。また、和太鼓やエイサー太鼓、日本舞踊やYOSAKOI、空手の演武やアキバ系のダンスなど様々な日本文化のステージやパレードが繰り広げられ、「ミス七夕浴衣コンクール」も開催される。
同祭がきっかけとなって、ブラジル国内の30以上の都市で七夕祭りが開催されており、国土のほとんどが南半球にあるブラジルにとっては「冬の風物詩」として定着している。

## 沿革
日系人団体のブラジル宮城県人会およびリベルダーデ文化福祉協会 (ACAL)が共催してきたが、2007年にACALが県人会に許可無く「仙台七夕祭り」を商標登録し、県人会に名称の使用禁止を言い渡したことで両者の対立が表面化。サンパウロ市当局が両者の仲裁に当たったことで共催が続いてきたが、2013年には「仙台」の名称を外してACAL単独で開催された。

### 年表
- 1979年（昭和54年）6月2日 - 日本からの正式移民開始70周年とブラジル宮城県人会25周年とを記念して初開催[7]。
- 1998年（平成10年） - 同年度より、仙台市の外郭団体である（財）仙台国際交流協会が、当祭に補助金を支出し始めた（ブラジル宮城県人会が受け取る）[8][9]。
- 2002年（平成14年） - ACALが、日本語で「仙台七夕祭り」にあたる "SENDAI (Y) TANABATA MATSURI"、および、「サンパウロリベルダーデ仙台七夕祭り」にあたる "SAO PAULO LIBERDADE SENDAI TANABATA MATSURI" の商標を登録申請した[10]。
- 2004年（平成16年） - リベルダーデ地区の「日本人街」が「東洋人街」に正式に改称。
- 2007年（平成19年）3月 - ACALが申請した商標が国立工業所有権院 (INPI) に正式登録されたことを機に、両者の対立が表面化[6][10]。
- 2008年（平成20年） - 日本からブラジルへの移民100周年、ブラジル宮城県人会創立55周年、サンパウロ仙台七夕導入30周年を記念して、宮城県が「ブラジル移民100周年公式訪問団」を派遣[11][12]。
- 2009年（平成21年）6月 - 商標問題で両者が和解し、ACALの商標登録を県人会が認めるかわり、県人会がいつでもどこでも七夕祭を開催できる権利を有することを確認する契約書も交わした[6][13]。
- 2013年（平成25年） - 正式名称から「仙台」を外し、ACALが単独で七夕祭を開催した[6]。

## 会場
リベルダーデ地区にある以下の場所で行われる。
- リベルダーデ・日本広場。（Praça da Liberdade、南緯23度33分18秒 西経46度38分7.6秒）
- ガルボン・ブエノ通り（Rua Galvão Bueno、南緯23度33分18.1秒 西経46度38分6.8秒）
- エストゥダンテス通り（Rua dos Estudantes、南緯23度33分19.7秒 西経46度38分7.9秒）

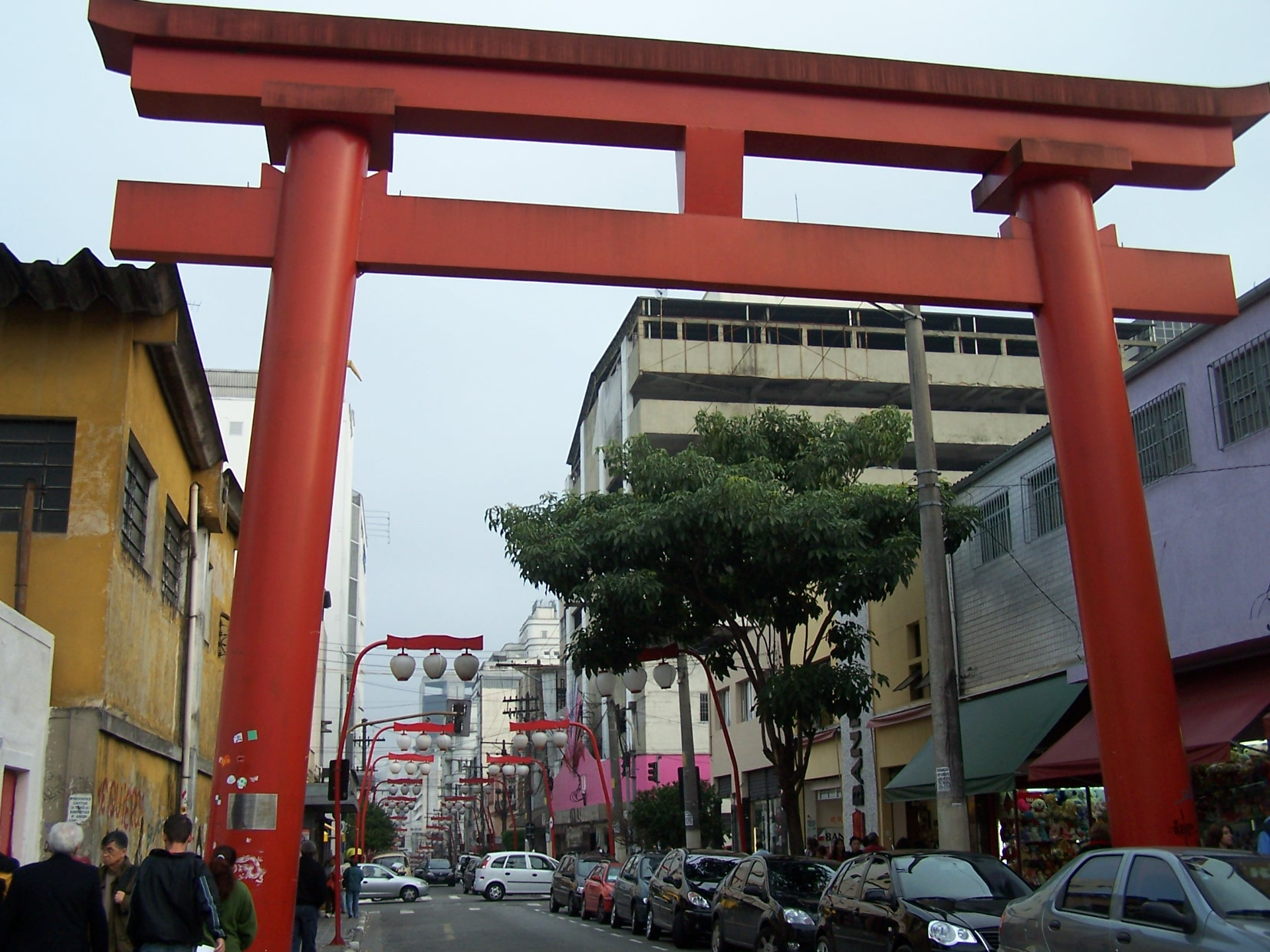
冬のガルボン・ブエノ通りの様子（2007年7月）
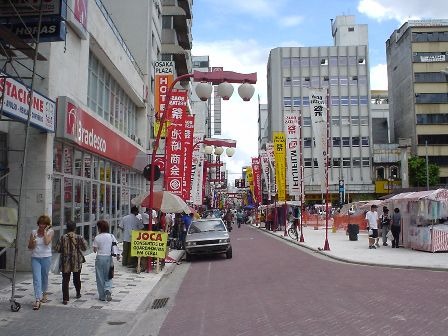
夏のガルボン・ブエノ通りとリベルダーデ・日本広場（右）（2003年1月）